# Naturschutzgebiet Bachtal Saure Epscheid

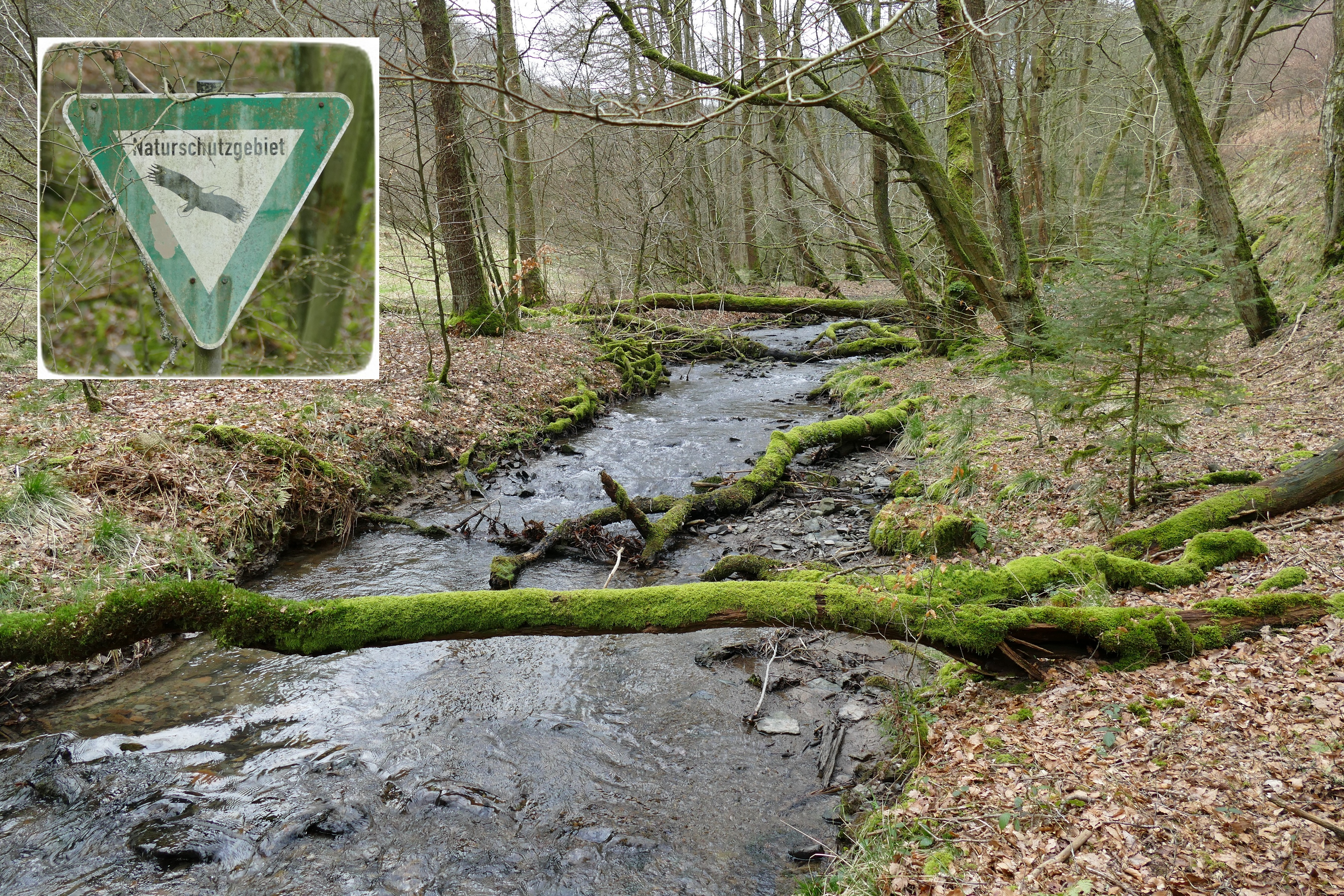
Bachtal Saure Epscheid

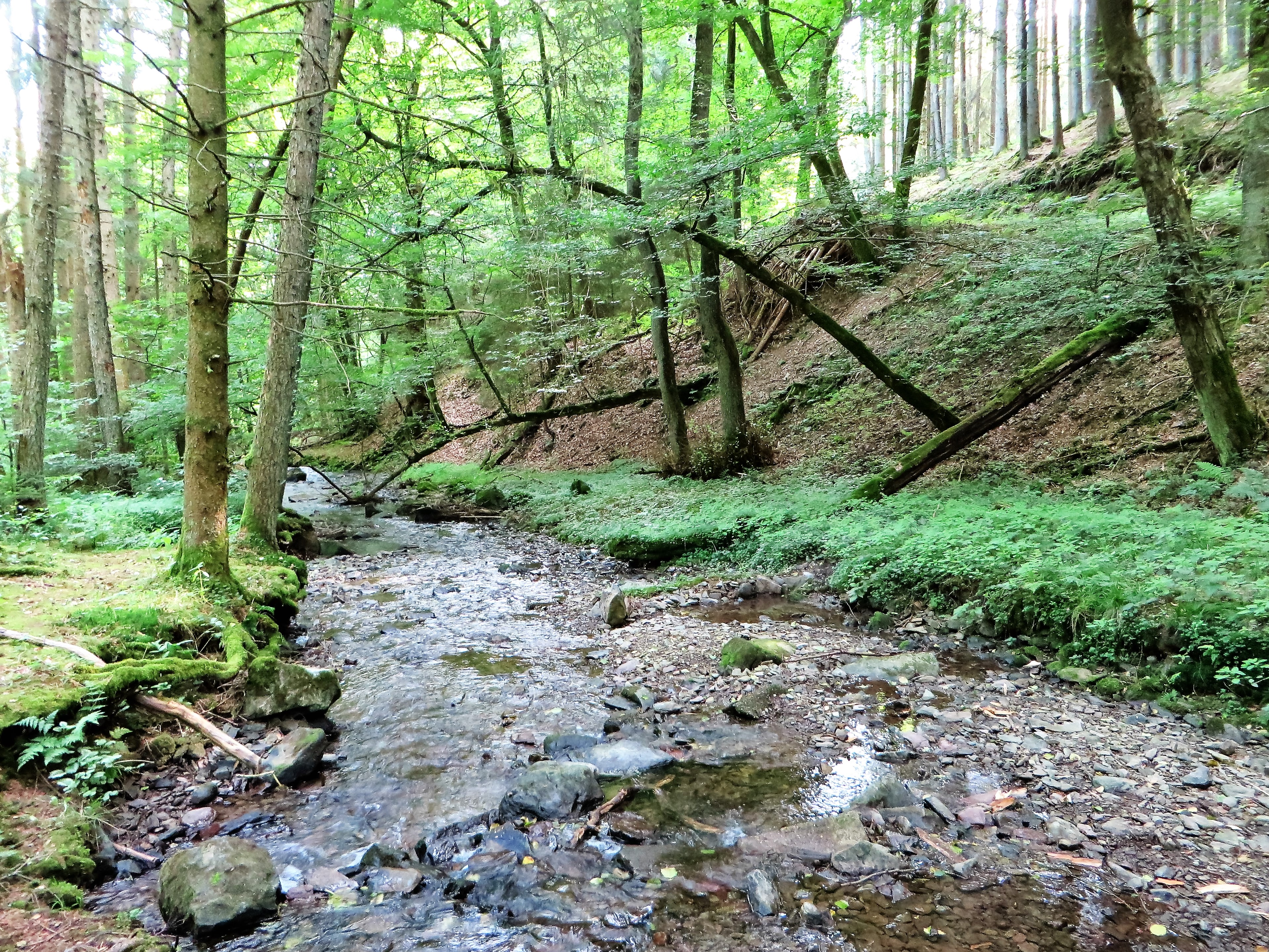
Weiterer Bereich des Baches

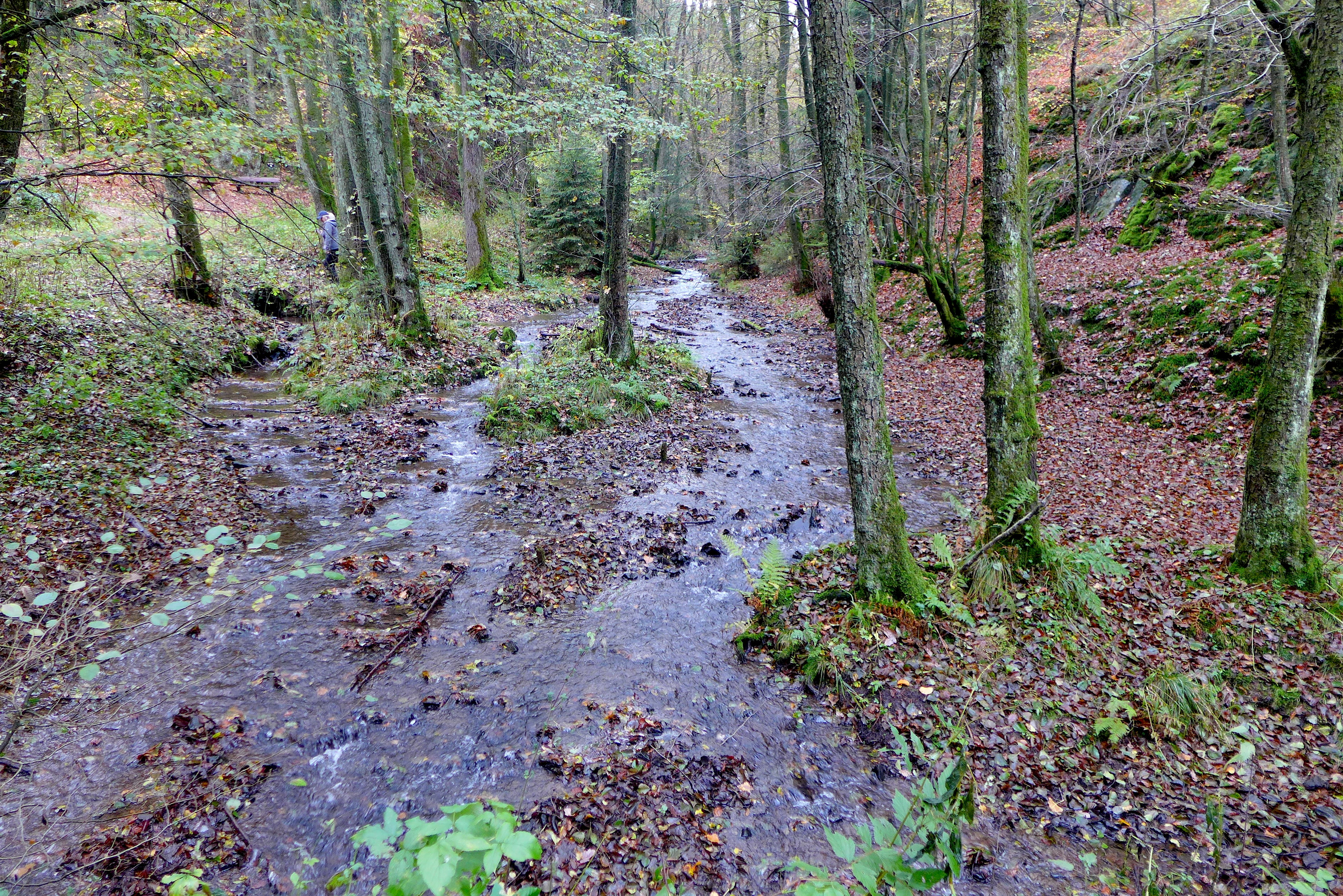
Bereich mit geteiltem Bachlauf

Das Naturschutzgebiet Bachtal Saure Epscheid mit einer Flächengröße von 1,87 ha befindet sich auf dem Gebiet der kreisfreien Stadt Hagen in Nordrhein-Westfalen. Das Naturschutzgebiet (NSG) wurde 1994 mit dem Landschaftsplan der Stadt Hagen vom Stadtrat von Hagen ausgewiesen. Das NSG geht bis an die Stadtgrenze. Im Ennepe-Ruhr-Kreis und in der Stadt Breckerfeld grenzt direkt das Naturschutzgebiet Saure Epscheid an.

## Gebietsbeschreibung
Das NSG umfasst naturnahe stark mäandrierende Bereiche des Mittelgebirgsbachs Epscheider Bach mit Auenbereichen. Mehrere Inseln teilen den Epscheider Bach in zwei Teilläufe. Der Talgrund wird vorwiegend von einem lockeren und totholzreichen Erlen-Eschenwald eingenommen, daneben sind Abschnitte mit gepflanzten Erlen und Eschen vorhanden. Auch Quellfluren in der Aue gehören zum NSG. Am Epscheider Bach und Aue im NSG kommen die Tierarten Wasseramsel, Sumpfrohrsänger, Bachforelle und Flussnapfschnecke vor. Es sind Pflanzenarten wie Mädesüß, Sauerampfer, Riesenschachtelhalm und Blutweiderich zu finden. 
Das Landesamt für Natur, Umwelt und Verbraucherschutz Nordrhein-Westfalen führt zum Wert aus: „Besonders schützenswert sind die naturnahen und unverbauten Bachabschnitte, als Lebensraum für seltene und gefährdete Pflanzen- und Tierarten, mit herausragender Bedeutung im Biotopverbund.“

## Schutzzweck
Das NSG wurde zur Erhaltung und Wiederherstellung von Lebensgemeinschaften oder Lebensstätten bestimmter wildlebender Pflanzen- und wildlebender Tierarten sowie zur Erhaltung und Entwicklung überregional bedeutsamer Biotope seltener und gefährdeter sowie landschaftsraumtypischer wildlebender Pflanzen- und wildlebender Tierarten von europäischer Bedeutung als Naturschutzgebiet ausgewiesen.